# Sureños (pandilla)
Los Sureños son un grupo de pandillas callejeras mexicanas originadas en los barrios más viejos del sur del estado estadounidense de California. Existen cientos de pandillas de Sureños en las calles del Sur de California, cada una de las cuales tiene su propia identidad.[cita requerida] Aunque están mayoritariamente basadas en dicha región, su influencia se ha paulatinamente difundido hacia otras partes de los Estados Unidos, así como hacia otros países. Las pretendidas raíces de estas pandillas provienen de una disputa carcelaria entre miembros de la Mafia Mexicana (La eMe) y Nuestra Familia (NF).
Los Sureños además de en el sur de California pueden ser encontrados en unos 20 estados de la Unión americana (principalmente en el sudoeste del país y en algunos estados centrales), específicamente en los condados de Orange, San Diego, Inland Empire, pero específicamente en el condado de Los Ángeles, donde 53.000 miembros se han documentado en la ciudad cabecera del mismo solamente. En España suelen encontrarse en sucursales como Madrid, Valencia, Barcelona, Huesca, Burgos, Murcia, Alicante y Tarragona, donde hay aproximadamente un centenar de socios activos.
Aquellos que habían estado lado a lado con NF no se aliaron con los Norteños, los cuales por su parte se encuentran principalmente al norte de California, pero también están presentes en un número relativamente significativo en estados centro occidentales como Colorado, Oregón, Utah y Washington.

## Localización
El bastión principal de los sureños está en el sur de California. Tienen una fuerte presencia en California, Nevada, Arizona, Texas, Nuevo México y Utah. Tienen una presencia menor en Illinois, Oklahoma, Georgia, Oregón y Washington. Se han extendido hacia el este hasta Nueva York. Se han documentado sureños en las fuerzas armadas de EE. UU., encontrados tanto en bases de EE. UU. como en el extranjero. También se pueden encontrar en algunas partes de México. Los sureños también mantienen relaciones con varias organizaciones narcotraficantes con base en México. Han sido confirmados en 35 estados diferentes en los EE. UU. Están con el Cartel del Golfo.
La línea divisoria de norte a sur en todo el estado entre Norteños y Sureños se ha aceptado aproximadamente como las ciudade de Bakersfield. Los baluartes de los sureños en el norte del estado de California suelen estar en Santa Rosa y Modesto debido a la gran población mexicano-estadounidense en esas ciudades. Los sureños en Los Ángeles se refieren a sus miembros en el centro de California como "Central Sureños" y los sureños se refieren a sus miembros en el norte de California como "Upstate Sureños".

## Historia
Los Sureños se originaron en el sistema carcelario de California meridional y comenzaron a abrir su camino a través de los barrios hispanos. Se identifican con el color azul, el cual proviene de los viejos días en que la prisiones ofrecían sólo dos colores estándar de bandanas:  azul. Sus tradicionales enemigos son los Norteños, contra los cuales han estado en guerra desde el comienzo de las actividades delictivas de ambas pandillas.
El término en cuestión fue usado por primera vez durante la década de 1960, como resultado de las hostilidades que habían estallado en prisión entre la Mafia Mexicana (La eMe) y Nuestra Familia (NF). Esta guerra resultó en la división territorial de California entre los Norteños y los Sureños, los primeros alineados con NF y los segundos con La eMe.
A medida que algunos miembros de La eMe volvían a las calles en libertad condicional (parole) les era encomendada la te tarea de crear nuevas células pandilleras, con el objetivo de facilitar la realización de actividades delictivas. Además, miembros de la pandilla beneficiados con la dicha benigna medida les suelen recordar y recalcar permanentemente a los miembros más jóvenes la guerra entre Sureños y Norteños que tiene lugar tanto en prisión como en las calles. Los miembros mayores les indican a los menores que cuando ingresen a prisión deben aislarse con otros sureños allí detenidos (al margen de que el propio personal penitenciario los segrega estrictamente para evitar males mayores, lo que por otro lado refuerza los vínculos de pertenencia a las distintas pandillas enfrentadas). El término sureño fue pronto adoptado por los miembros de las pandillas callejeras latinas esparcidas a través del sur de California. Las pandillas de Sureños son fáciles de identificar, puesto que tienen un número 13 al final de sus respectivos nombres.

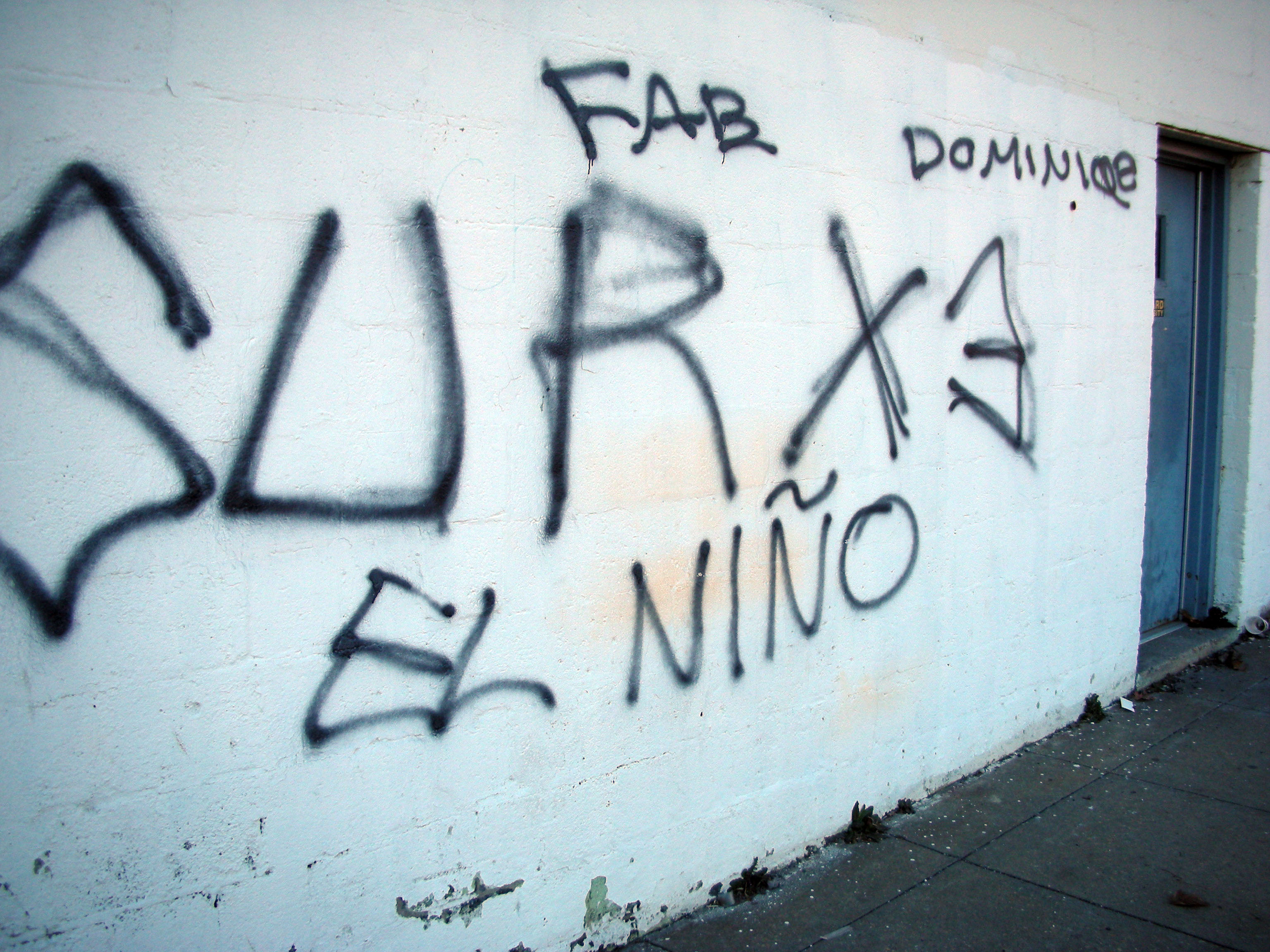
Graffiti sureño en la capital estadounidense de Washington D. C.

En 2009, miembros de los Sureños fueron acusados en la muerte de un miembro de Norteño Álvaro García-Peña e Intiaz Ahmed, los cuales fueron matados en Alvarado's Bar & Grill en Richmond, California. One member of the Sureños pleaded guilty and was sentenced to 25 years in prison. Other members from the Sureños gang received other sentences for their involvement in the shooting.
En 2010, 51 Sureños fueron arrestados en una redada de narcóticos en California. La investigación identificó a ocho bandas sureñas involucradas en diversas actividades delictivas, incluida la distribución de narcóticos. La investigación también resultó en la incautación de más de 19 libras de metanfetamina, un laboratorio de conversión de metanfetamina, 1.5 kilogramos de cocaína, pequeñas cantidades de crack, 25 libras de marihuana, 35 armas de fuego y $800.000 en efectivo y bienes. Los cargos contra los pandilleros fueron conspiración para distribuir metanfetamina, cocaína y marihuana, terrorismo callejero y violaciones con armas de fuego.
En la actualidad, los Sureños, además de haberse aventurado hasta California Central y Septentrional (tradicional territorio en el que operan sus archirrivales Norteños), e incluso algunos de sus miembros se han abierto camino hasta la nororiental ciudad de Chicago.

## Cultura y símbolos usados
Los miembros sureños se autoidentifican frecuentemente con el número 13, por representar la letra M que significa matones matanzas y mexicanos letra del alfabeto, a modo de homenaje a la Mafia Mexicana. Usan los símbolos Sur, XIII, X3, 13, y tres puntos en sus graffiti y tatuajes..  En varias partes del país se identifican a sí mismos con el color en pañuelos azules o grises. Algunos miembros de dicha mafia también suelen tener símbolos que los identifican como Sureños, por haber pertenecido a dicha pandilla antes de haber sido reclutados por La Eme. Los sureños usan el número 13, que representa la decimotercera letra del alfabeto, la letra M, para marcar su lealtad a la mafia mexicana. Aunque hay muchos tatuajes utilizados por los sureños, solo hay un tatuaje que prueba o valida la membresía. La etiqueta X3 también se puede ver comúnmente en el grafiti. Debe ganarse la palabra Sureño o Sureña. La mayoría de los sureños son descendientes de mexicanos, pero algunas pandillas sureñas permiten que miembros de otros orígenes étnicos se unan a sus filas, lo que hace que Sureños multiétnicos.

## Actividad criminal
Los grupos sureños están involucrados en muchos aspectos de la actividad delictiva, incluidos homicidios, tráfico de drogas, secuestros y agresiones También están muy involucrados en la trata de personas.
Ha habido muchos casos criminales de alto perfil que involucran a Sureños en una variedad de estados. Su enfoque principal es la distribución de diversas formas de narcóticos y el cumplimiento de las órdenes entregadas por la mafia mexicana. Los departamentos de policía tienen dificultades para lidiar con esta pandilla debido a su jerarquía descentralizada a nivel de calle. Los intentos de las fuerzas del orden por limitar la influencia . A fines de la década de 1990, se estableció un grupo de trabajo federal para investigar la participación de la pandilla en el tráfico ilegal de drogas; esto resultó en el arresto de varios de sus miembros. Las autoridades confiscaron miles de dólares en drogas y dinero, según informó Los Ángeles Times y canales de noticias locales. Históricamente, el grupo se ha peleado con varias pandillas rivales por la ubicación y la competencia, lo que ha resultado en muchos tiroteos y muertes. El 24 de agosto de 2004, una orden judicial preliminar de aplicación de la ley expulsó de las calles a los miembros activos de la pandilla de la Calle 38 prohibiéndoles usar armas de fuego, alcohol, pintadas y otros materiales peligrosos en público.
Los sureños tienen un bastión en el Distrito de la Misión de San Francisco, que se pelean con facciones sureñas y norteños. Los sureños han tenido un historial de disputas con otros individuos sureños, ya sea en peleas internas entre pandillas o diferentes camarillas de sureños que luchan entre sí. Por ejemplo, dos pandillas sureñas rivales que luchan por los terrenos territoriales de Southwest Community Park en Santa Rosa, California, llevaron a la muerte a tiros de un hombre de 18 años en 2008. El vecindario South Park alberga una parte de Angelo de la ciudad. Heights Sureños, llamado así por el barrio de Angelino Heights en Los Ángeles de donde procedían sus miembros originales. Los sureños también han tenido luchas territoriales en San José y Oakland.